# Heterosoma nodieri
Heterosoma nodieri är en skalbaggsart som beskrevs av Thierry Bourgoin 1919. Heterosoma nodieri ingår i släktet Heterosoma och familjen Cetoniidae. Inga underarter finns listade i Catalogue of Life.